# Martha Hudson
Pour les articles homonymes, voir Hudson.
Martha B. Hudson Pennyman (née le 21 mars 1939 à Eastman) est une athlète américaine spécialiste du 100 mètres qui s'est illustrée en remportant la médaille d'or du relais 4 × 100 mètres des Jeux olympiques d'été de 1960 à Rome, associée à Lucinda Williams, Barbara Jones et Wilma Rudolph, après avoir amélioré le record du monde de la discipline en demi-finales en 44 s 4. Auparavant, Martha Hudson avait remporté les championnats de l'Amateur Athletic Union sur 100 yards en 1959.

## Jeux olympiques
- Jeux olympiques d'été de 1960 à Rome :
  -  Médaille d'or du relais 4 × 100 m